# Fenella Fielding
Fenella Fielding (17 de noviembre de 1927 – 11 de septiembre de 2018) fue una actriz inglesa, conocida por su participación en dos películas de la serie Carry On, Carry On Regardless (1961) y Carry On Screaming! (1966).

## Biografía
Su verdadero nombre era Fenella Marion Feldman, y nació en Londres, Inglaterra, siendo sus padres Philip Feldman, de origen lituano, y Tilly Katz, de ascendencia rumana. Era la hermana menor de Basil Feldman, y se crio en Lower Clapton (Londres) y en Edgware, donde estudió en la North London Collegiate School. 
Fielding inició su carrera interpretativa en 1952 como actriz teatral. Tuvo su primera oportunidad cuando acompañó al entonces desconocido Ron Moody a una prueba (se habían conocido en una producción de aficionados en la Escuela de Economía de Londres). Su actuación en el musical de  Sandy Wilson Valmouth la convirtió en una estrella en 1958. En 1959 actuó con Kenneth Williams en la revista Pieces of Eight, escrita por Harold Pinter y Peter Cook. 
Fuera de las tablas, Fielding fue actriz invitada en un episodio del show radiofónico Hancock's Half Hour titulado "The Poetry Society", emitido en diciembre de 1959. Tuvo, además, un programa televisivo propio, Izeena (1966), además de participar como invitada en otros shows como Los vengadores (en el cual fue superada por Honor Blackman para encarnar a la compañera de Patrick Macnee), Danger Man, The Prisoner y The Morecambe & Wise Show, serie en la que actuó en cuatro episodios entre 1969 y 1972. También para la televisión, en 1977 actuó en el show de la BBC The Good Old Days, interpretando en el mismo las piezas Only A Glass of Champagne y The Earl and the Girl. Años más tarde actuó en la serie infantil Uncle Jack (1990-1993), en la que encarnó al malvado The Vixen.
Para la pantalla grande, ganó fama por su trabajo en dos películas de la serie Carry On y tres de la serie Doctor, entre ellas Doctor in Clover. Otra de sus cintas fue la coprotagonizada con Tom Poston y Robert Morley The Old Dark House (1963). En la película de animación Dougal and the Blue Cat fue la Voz Azul. A finales de la década de 1960, Federico Fellini le propuso trabajar en una de sus películas, pero tuvo que renunciar al proyecto pues ya se encontraba comprometida para actuar en el Festival de Teatro de Chichester. Y en el ámbito teatral, continuó compaginando actuaciones en obras de Henrik Ibsen, William Shakespeare, Henry James, Richard Brinsley Sheridan y Antón Chéjov. 
En 1999, Fielding actuó en la cinta de Rik Mayall y Adrian Edmondson Guest House Paradiso, y ese mismo año viajó en gira representando El abanico de Lady Windermere. En 2011 actuó en el Jermyn Street Theatre, en una presentación del English Chamber Theatre de Dearest Nancy, Darling Evelyn, cartas dramatizadas de Nancy Mitford y Evelyn Waugh.
Fielding fue también actriz de voz. Además de su trabajo en Dougal and the Blue Cat, dio voz al superordenador en el videojuego Martian Gothic: Unification, con dirección de Stephen Marley. A partir de 2000 grabó para la editora Savoy, con lecturas de textos de Colette, J. G. Ballard (Crash) y T. S. Eliot (Cuatro cuartetos). Igualmente, hizo un disco con versiones de canciones de Robbie Williams ("Angels"), Kylie Minogue ("Can't Get You Out of My Head"), New Order ("Blue Monday") y White Stripes ("Get Behind Me Satan"), y participó en dos temas del álbum de Graham Roos Quest.
A partir de 2012, Fielding hizo lecturas de clásicos griegos traducidos por David Stuttard, siendo acompañada en las mismas por Simon Russell Beale y, más tarde, por Stephen Greif. Cinco años después publicó su autobiografía.
Fielding fue nombrada Oficial de la Orden del Imperio Británico en el año 2018 en atención a sus servicios al teatro y a la beneficencia.
Fenella Fielding sufrió un ictus el 25 de agosto de 2018, y falleció dos semanas después en el Charing Cross Hospital, en Hammersmith, Londres. Tenía 90 años de edad. No se había casado nunca, y no tuvo hijos. El bajista Nick Feldman, del grupo Wang Chung, es sobrino suyo.

## Filmografía (selección)
- 1959 : Sapphire
- 1959 : Follow a Star
- 1960 : Doctor in Love
- 1960 : Foxhole in Cairo
- 1961 : No Love for Johnnie
- 1961 : Carry On Regardless
- 1961 : In the Doghouse
- 1963 : Doctor in Distress
- 1963 : The Old Dark House
- 1965 : How to Undress in Public Without Undue Embarrassment
- 1966 : Doctor in Clover
- 1966 : Carry On Screaming!
- 1966 : Drop Dead Darling
- 1969 : Lock Up Your Daughters
- 1972 : Dougal and the Blue Cat
- 1977 : Cumbernauld Hit
- 1984 : The Zany Adventures of Robin Hood (telefilm)
- 1999 : Guest House Paradiso
- 2001 : Beginner's Luck
- 2007 : The All Together
- 2007 : Wishbaby
- 2009 : Radio Mania: An Abandoned Work (corto)
- 2011 : Tincture of Vervain (corto)
- 2011 : Over the Edge
- 2017 : Frankula (corto)